# الدوري التشيلي لكرة القدم 1952
الدوري التشيلي لكرة القدم 1952 (بالإسبانية: Primera División de Chile 1952)‏ هو الموسم 20 من الدوري التشيلي لكرة القدم. كان عدد الأندية المشاركة فيه 12، وفاز فيه إيفرتون دي فينا ديل مار.